# Tommaso Bai
Tommaso Bai o Baj (Crevalcore, vers el 1650 - Roma, 22 de desembre de 1714) fou un compositor italià.

## Biografia i Obres
El 20 octubre 1670 va ser segnato com contralt en els registres romani de la Capella Giulia. Restà al servei d'aquesta institució per tota la vida; inscrit com tenor en els llibres contables del 1696 al 1713, Bai va cantar ininterrompudament per 44 anys, mantenint el mateix rol al Vaticà sota els mestres Orazio Benevoli, Ercole Bernabei, Antonio Masini i Paolo Lorenzani; va ser present també en moltes altres esglésies romane com mestre i cantore extraordinari (és a dir no en servei permanent).
Va dur a terme a més activitats compositiva i el 19 novembre 1713, succedendo a Lorenzani, va ser nomenat mestre de capella, encàrrec que va tenir per tretze mesos, o sia fins la seva mort.
La fama de Bai és deguda a un dels tres Miserere de la seva composició, cantat cada any en capella Sistina pels oficis de la Setmana Santa assieme al Miserere de Allegri Altres composicions de Bai són un Missa super ut rei em fa a 5 veus, algunes misses manuscrites, salms i al voltant 20 mottetti.
La música de Bai segueix l'estil tradicional de l'escola polifonica romana, conjugat amb elements que denoten l'època més tardana de gestació musical.